# Ashley Madekwe

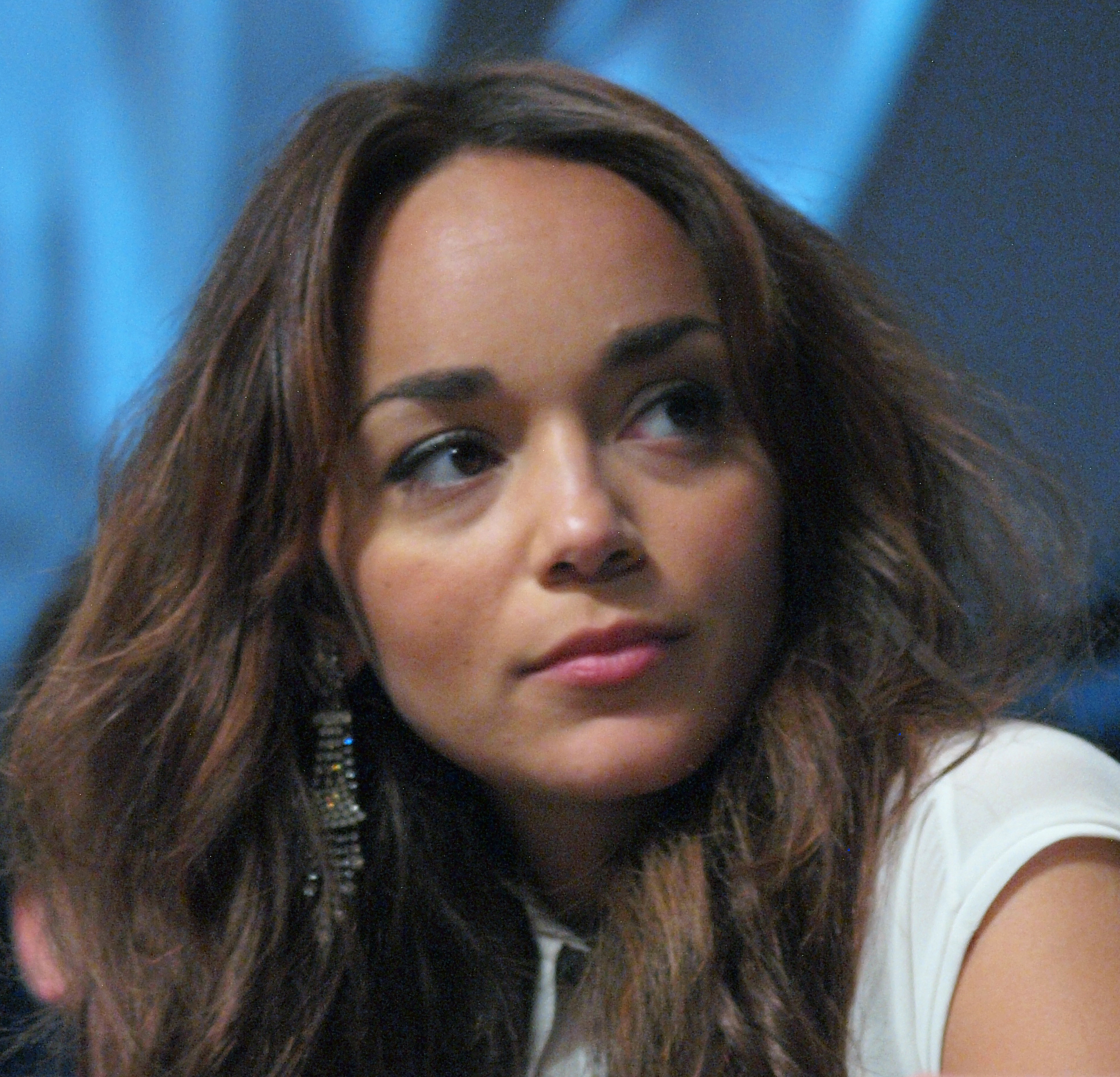
Ashley Madekwe (2012)

Ashley Madekwe (* 6. Dezember 1981 in London) ist eine britische Schauspielerin. Bekannt wurde sie durch ihre Rolle der Ashley Davenport in der Fernsehserie Revenge, die sie von 2011 bis 2013 spielte.

## Leben und Karriere
Ashley Madekwe wurde in London als Tochter eines Nigerianers und einer Engländerin geboren. Sie schloss die BRIT School mit einem A-Level in Drama und BTec ab. Sie absolvierte auch eine einjährige Grundausbildung an der London Academy of Music and Dramatic Art. Des Weiteren besuchte sie die Royal Academy of Dramatic Art und schloss diese mit einem Bachelor of Arts ab.
Ihre Schauspielkarriere begann Madekwe mit dem Film Storm Damage. Seit diesem Film hatte sie Gastauftritte in den Fernsehserien Drop Dead Gorgeous und Doctors. Von 2008 bis 2010 war sie in insgesamt 14 Episoden der Serie Secret Diary of a Call Girl zu Gast, in der ihr Ehemann eine der Hauptrollen verkörperte. Bekanntheit in den USA erlangte sie durch Auftritte in The Beautiful Life. Sie war ab September 2011 in 44 Folgen der Fernsehserie Revenge zu sehen. Ihr Vertrag wurde jedoch nicht für eine dritte Staffel verlängert, allerdings war ihr letzter Auftritt in der Serie in der ersten Folge der dritten Staffel im September 2013.
Im Juni 2012 heiratete Madekwe den Schauspielkollegen Iddo Goldberg nach fünf Jahren Beziehung auf einem britischen Landsitz.

## Filmografie (Auswahl)
- 1999: The Bill (Fernsehserie, Episode 15x13)
- 2000: Storm Damage (Fernsehfilm)
- 2001–2002: Teachers (Fernsehserie, 9 Episoden)
- 2006: Venus
- 2006: Doctors (Fernsehserie, Episode 7x142)
- 2007: Cassandras Traum (Cassandra’s Dream)
- 2007: Drop Dead Gorgeous (Fernsehserie, 3 Episoden)
- 2008: Trexx and Flipside (Fernsehserie, 6 Episoden)
- 2008: Kommissar Wallander: Die falsche Fährte
- 2008–2010: Secret Diary of a Call Girl (Fernsehserie, 14 Episoden)
- 2009: The Beautiful Life (Fernsehserie, 4 Episoden)
- 2010: Above Their Station (Fernsehfilm)
- 2011: Victim
- 2011: Bedlam (Fernsehserie, 6 Episoden)
- 2011–2013, 2015: Revenge (Fernsehserie, 44 Episoden)
- 2014–2017: Salem (Fernsehserie, 34 Episoden)
- 2018: Good Girls Get High
- 2019: County Lines
- 2019: The Umbrella Academy (Fernsehserie, 3 Episoden)
- 2019: Vier Hochzeiten und ein Todesfall (Four Weddings and a Funeral, Fernsehserie, 4 Episoden)
- 2019–2020: Tell Me a Story (Fernsehserie, 10 Episoden)
- 2021: Tell Me Your Secrets (Fernsehserie, 5 Episoden)
- 2022: Summering
- 2022: Made for Love (Fernsehserie, 6 Episoden)
- 2023: The Strays
- 2023: Dr. Death (Fernsehserie, 8 Episoden)
- 2024: Junction